# See the Day
See the Day är en sång av den engelska sångerskan Dee C. Lee, utgiven som singel i oktober 1985 från albumet Shrine. Singeln nådde tredje plats på UK Singles Chart.

## Girls Alouds version
I december 2005 utgav Girls Aloud en cover på "See the Day"; singeln nådde nionde plats på UK Singles Chart.

## Musikvideo
Musikvideon regisserades av Harvey & Carolyn. Gruppmedlemmarna befinner sig i ett snöigt vinterlandskap, iförda vita axelbandslösa klänningar. Bland annat vilar de vid en spegeldamm som reflekterar stjärnenatten. I en kort sekvens ser betraktaren medlemmarna inuti en snöglob. Videon avslutas med att tjejerna sitter i vinterlandskapet och sångtiteln glimmar på himmelen.

## Låtlista
CD1 Polydor
1. "See the Day" – 4:04
2. "It's Magic" – 3:52

CD2 Polydor
1. "See the Day" – 4:04
2. "I Don't Really Hate You" – 3:38
3. "See the Day" (Soundhouse Masterblaster Mix) – 5:02
4. "Chemistry Album Medley" – 3:08
5. "See the Day" (video) – 3:29
6. "See the Day" (karaoke video) – 3:29
7. "See the Day" (game)
8. "See the Day" (ringtone)

The Singles Boxset
1. "See the Day" – 4:04
2. "It's Magic" – 3:52
3. "I Don't Really Hate You" – 3:38
4. "See the Day" (Soundhouse Masterblaster Mix) – 5:02
5. "Chemistry Album Medley" – 3:08
6. "See the Day" (video) – 3:29
7. "See the Day" (karaoke video) – 3:29
8. "See the Day" (game)

## Medverkande
- Sarah Harding
- Cheryl Tweedy
- Nadine Coyle
- Nicola Roberts
- Kimberley Walsh